# Umm al-Zaytun
Umm al-Zaytun (cũng đánh vần là Umm ez-Zeitoun) là một ngôi làng ở tỉnh al-Suwayda ở phía tây nam Syria. Nó nằm dọc theo rìa phía đông nam của cao nguyên dung nham Lejah, phía tây bắc thành phố al-Suwayda. Umm al-Zaytun có dân số 1.913 trong cuộc điều tra dân số năm 2004. Cư dân của nó là Druze.

## Lịch sử
Umm al-Zaytun đã bị bỏ rơi vào thời kỳ giữa Ottoman, nhưng đã được Druze định cư trước năm 1810. Đó là một trong những khu định cư Druze sớm nhất ở cao nguyên Lejah. Ngôi làng được kiểm soát bởi gia tộc Bani Amer.
Năm 1838, nó được ghi nhận là một ngôi làng, nằm ở "Luhf, phía đông của Lejah, tức là ở Wady el-Liwa".
Năm 1839, Ibrahim Pasha, thống đốc Syria của Ai Cập, đã gửi một đoàn thám hiểm gồm 100 kỵ binh để khuất phục Druze of Hauran. Sau đó đã tham gia và tiêu diệt quân đội của Ibrahim Pasha tại Umm al-Zaytun. Quân đội Ai Cập đã rút khỏi Syria vào năm 1841 và sự cai trị của Ottoman được khôi phục. Umm al-Zaytun tham gia cuộc nổi dậy Hauran Druze năm 1910 đã bị khuất phục bởi quân đội Ottoman do Badr Khan Bey chỉ huy.

## Khảo cổ học
Các cấu trúc thời đế chế La Mã nằm ở Umm al-Zaytun. Đặc biệt là những tàn tích của một tòa nhà tôn giáo với mặt tiền bằng đá lớn và một căn phòng có hốc phù hợp với các bức tượng. Dòng chữ được tìm thấy tại tòa nhà có niên đại lên tới 282 CE và đề cập và mô tả tòa nhà là một " kalybe thiêng liêng". Loại công trình này tương đối độc đáo ở Syria, chỉ được tìm thấy ở Umm al-Zaytun và Shaqqa và Hayyat gần đó.